# Юсупова, Тути (актриса)
Тути Юсупова (узб. Тўти Юсупова / Toʻti Yusupova; 10 марта 1936, Самарканд — 15 марта 2022) — советская и узбекистанская актриса театра и кино, народная артистка Узбекистана (1993) и лауреат нескольких орденов Узбекистана.

## Карьера
Выпускница Ташкентского театрально-художественного института имени А. Н. Островского. С 1957 года работала в Ташкентском драматическом театре имени Хамзы
Среди воплощённых актрисой образов узбекской, русской и мировой драматургии — роли Хафизы и Ходжар в постановках «Шёлкового сюзане» и «Голоса из гроба» Абдуллы Каххара, Сони в «Дяде Ване» Чехова, героини «Шобхи» Уйгуна, Нури в «Священной крови» Айбека, Хонзоды и Мастуры в «Бае и батраке» и «Тайнах паранджи» Хамзы Хакимзаде Ниязи и многие другие. Исполнение Юсуповой характеризовалось глубоким пониманием социально-психологических аспектов характера героев и умением наделить их образы силой духа и духовной красотой. Помимо сценической работы, принимала участие в постановке и проведении радио- и телеспектаклей, и исполнила роли приблизительно в ста теле- и кинофильмах, в том числе, в получившей известность вне Узбекистана лирической комедии «Абдулладжан, или Посвящается Стивену Спилбергу» (1991).
В 1970 году получила почётное звание заслуженной артистки Узбекской ССР, в 1993 году — народной артистки Узбекистана. Позднее её заслуги перед культурой Узбекистана также были удостоены орденов «Эл-юрт Хурмати» (2000), «Фидокорона хизматлари учун» (2014) и «Мехнат шухрати» (2020).